# Daniel Guicci
Daniel Guicci ou Guici, né le 27 décembre 1943 à Paris et décédé le 31 mars 2016 au Mans, est un footballeur français qui évolue principalement au poste de défenseur central.